# Hundhaupten
Hundhaupten est une commune de Thuringe (Allemagne), située dans l'arrondissement de Greiz. Elle fait partie de la Communauté d'administration de Münchenbernsdorf (Verwaltungsgemeinschaft Münchenbernsdorf).

## Géographie

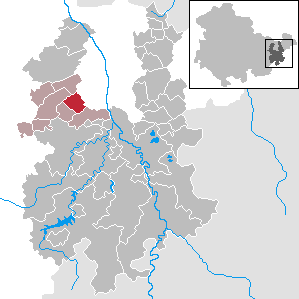
Situation de la commune (en rouge) dans l'arrondissement

Hundhaupten est située au nord-ouest de l'arrondissement, à la limite avec la ville libre de Gera. La commune appartient à la communauté d'administration de Münchenbernsdorf et se trouve à 10 km au sud-ouest de Gera et à 34 km au nord-ouest de Greiz, le chef-lieu de l'arrondissement.
La commune est composée des villages de Hundhaupten et Markersdorf (ancienne commune incorporée à Hundhaupten).
Communes limitrophes (en commençant par le nord et dans le sens des aiguilles d'une montre) : Saara, Gera, Zedlitz, Bocka et Münchenbernsdorf.

## Histoire
La première mention de Hundhaupten date de 1267 sous le nom de Hunthobit dans un document émanant des baillis de Weida et concernant la vente de biens à l'abbaye de Cronschwitz, en 1279, le village est nommé Huntheuben. Markersdorf apparaît en 1351.
Lors du Congrès de Vienne, Hundhaupten et Markersdorf font partie des territoires cédés par le roi de Saxe, allié de Napoléon Ier, au Grand-duché de Saxe-Weimar-Eisenach (cercle de Neustadt). Ils en feront partie jusqu'en 1918. Cependant, une petite partie de Hundhaupten dépendait de la principauté de Reuss branche cadette (cercle de Gera).
Les deux villages rejoignent le land de Thuringe en 1920 (arrondissement de Gera).
Après la Seconde Guerre mondiale, ils sont intégrés à la zone d'occupation soviétique puis à la République démocratique allemande en 1949 (district de Gera, arrondissement de Greiz).
En 1994, ils font partie du nouvel arrondissement de Greiz dans l'état libre de Thuringe recréé.

## Démographie
La fermeture en 2003 de l'entreprise Asylbewerberheims a provoqué une très forte diminution de la population qui avait atteint 736 habitants en 2002.
Commune de Hundhaupten :
| 1910 | 1933 | 1939 | 1995 | 2000 | 2005 | 2010 |
| ---- | ---- | ---- | ---- | ---- | ---- | ---- |
| 309, | 288  | 258  | 535  | 656  | 391  | 363  |

## Communications
Hundhaupten est traversée par la route nationale B2 Gera-Schleiz. La K128 rejoint Großbocka et Münchenbernsdorf.